# Ланковая (приток Олы)
Ланковая (в верхнем течении — Хады) — река на Дальнем Востоке России, в Ольском районе Магаданской области,
Является крупнейшим по длине и площади бассейна притом реки Ола.
Река названа по рыбе ланок (ленок).

## Гидрография
Берёт исток из горного озера Киси, впадает в Олу слева в 22 км от устья. Длина — 162 км, площадь водосбора — 3270 км². Высота устья — 45 м над уровнем моря.
Ланковая равнинная река со спокойным течением. Русло разветвлённое, извилистое, с чередованием продолжительных плёсовых и перекатных участков.
Среднемноголетний расход воды 29,75 м³/с (41 км от устья), объём стока 0,939 км³/год. Питание реки преимущественно снеговое. Наибольший расход воды в июне — 85,720 м³/с. Зимой частично перемерзает.

## Хозяйственное значение
Бассейн Ланковой является туристическим ресурсом Магаданской области, на его территория организована фактория для любительской охоты, имеется рыболовная база. Ланковая богата ценными видами рыбы (кижуч, хариус, мальма, кунджа и др.), является одним из главных нерестилищ лососёвых в Северном Приохотье.
По левому берегу долины Ланковой в среднем течении находится Ланковское месторождение бурых углей, одно из наиболее крупных в Магаданской области.

## Основные притоки
- Нильберкан — правый
- Олачан (Белая) — левый
- Мокрец — правый
- Бережок — левый
- Антип — правый
- Немылачан — правый
- Корчан — правый
- Ноки — левый
- Амбарчик — левый
- Нелюки — левый
- Хилтычан — правый